# Hemiscyllium galei
Hemiscyllium galei Allen & Erdmann, 2008 è uno squalo appartenente alla famiglia Hemiscylliidae.

## Descrizione
Raggiunge una lunghezza massima di 56.8 cm.
La particolarità di questo squalo è che sfrutta le pinne per camminare sul fondo. Alcuni studiosi lo ritengono importante per capire il passaggio evolutivo che portò i primi animali ad uscire dall'acqua.

## Distribuzione e habitat
La presenza di questa specie sembra essere limitata alla baia di Cenderawasih, sulla costa settentrionale della Papua Occidentale (Indonesia).
Come altri congeneri abita la barriera corallina, in acque poco profonde (2-4 metri di profondità).